# أندي أنديرس
أندي أنديرس (بالإنجليزية: Andy Anders)‏ هو شخصية أعمال وفلاح وسياسي أمريكي، ولد في 1 مايو 1956. حزبياً، نشط في الحزب الديمقراطي. وقد انتخب عضو مجلس نواب لويزيانا.